# PowerPC G4

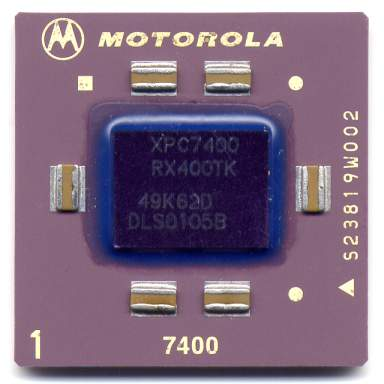
PowerPC G4 processor

De PowerPC G4 is een type processor die tussen 1999 en 2006 gebruikt werd door onder andere Eyetech in hun AmigaOne moederborden en door computerfabrikant Apple in zijn Power Mac G4 computers en PowerBook G4 laptops.
Deze vierde generatie PowerPC-processor onderscheidt zich van zijn voorganger (de G3) door zijn "Velocity Engine", ook bekend als AltiVec. Dankzij deze 128bit-motor kunnen geoptimaliseerde programma's sterk versneld worden. De PowerPC G4 is daarnaast aanzienlijk zuiniger met energie, heeft minder koeling nodig en werkt zijn rekenprocessen tevens efficiënter af, ook wanneer hij wordt vergeleken met zijn tijdgenoot, de Pentium III processor van computerfabrikant Intel.
Het in 2007 uitgebrachte Mac OS X 10.5 (Leopard) ondersteunt alleen Macs met een G4-processor als ze een kloksnelheid hebben van minstens 867 MHz.
Sinds 2015 wordt de G4 in AmigaOne computers nog steeds ondersteund door AmigaOS (versie 4.1. FE van 2014)
Deze processor werd gemaakt door Motorola (nu Freescale Semiconductor) en heet nu officieel de e600.